# Sean Marshall (Basketballspieler)
Sean James Marshall (* 11. April 1985 in Rialto, Kalifornien, Vereinigte Staaten) ist ein US-amerikanischer Basketballspieler. Aktuell steht er in bei JL Bourg-en-Bresse in Frankreich unter Vertrag.

## Karriere
Seine basketballerische Ausbildung erhielt Marshall von 2003 bis 2007 am Boston College. In seiner Abschlusssaison (2006/07) mit den Boston Eagles in der US-amerikanischen College-Liga erzielte er durchschnittlich 14,8 Punkte pro Spiel.
Beim NBA-Draft 2007 wurde Marshall nicht gedraftet. Er begann seine Profi-Karriere in der Türkiye Basketbol Ligi bei Pınar Karşıyaka und erzielte in der Saison 2007/08 im Schnitt 19,5 Punkte und 5,2 Rebounds pro Spiel.
Zur Saison 2008/09 wechselte Marshall nach Griechenland zu Aris Thessaloniki. Nach einer Verletzung im Februar 2009 fiel Marshall für einige Wochen aus und wechselte anschließend zurück in die Türkei zu Aliağa Petkim GSK. Allerdings bestritt er in der türkischen Liga nur noch ein Spiel.
In der Saison 2009/10 spielte Marshall in Frankreich für JDA Dijon Basket, wo er in 29 Partien im Durchschnitt 14,7 Punkte und 4,2 Rebounds pro Spiel erzielte.
In den weiteren Jahren spielte Marshall für verschiedene Clubs in der Türkei und Frankreich, u. a. erneut bei Karşıyaka und Dijon.
In der Saison 2014/15 spielte Marshall ebenfalls in der Türkei für Trabzonspor. Mit Trabzonspor konnte Marshall in der EuroChallenge 2014/15 bis ins Finale des Final Four vordringen, wo die Mannschaft schließlich gegen JSF Nanterre verlor.
Zur Saison 2015/16 wechselte Marshall in die NBA Development League und spielte für die Westchester Knicks, das Farmteam der New York Knicks. Im Januar 2016 wechselte Marshall zu den Telekom Baskets nach Bonn, wo er einen Vertrag bis zum Ende der Saison erhielt. Mit den Baskets verpasste Marshall den Sprung in die Playoffs und schloss sich im Mai dem französischen Zweitligisten JL Bourg-en-Bresse bis Saisonende an. 